# (579) Sidonia
(579) Sidonia es un asteroide perteneciente al cinturón de asteroides descubierto el 3 de noviembre de 1905 por August Kopff desde el observatorio de Heidelberg-Königstuhl, Alemania.
Está nombrado por Sidonia, un personaje de la ópera Armida del compositor alemán Christoph Willibald Gluck (1714-1787).
Forma parte de la familia asteroidal de Eos.